# Nicolás Albarracín
Nicolás Albarracín, vollständiger Name Nicolás Gabriel Albarracín Basil, (* 11. Juni 1993 in Montevideo) ist ein uruguayischer Fußballspieler.

## Karriere

### Verein
Der nach Angaben seines Vereins 1,80 Meter große Mittelfeldakteur Albarracín ist der Sohn seiner Eltern Alfredo und Laura. Er hat zwei jüngere Geschwister namens Agustín und Victoria. Er spielte bereits als Fünfjähriger seit dem baby fútbol in den Jugendmannschaften der Montevideo Wanderers. Albarracín stand mindestens seit der Saison 2010/11 im Erstligakader der Montevideaner. In diesen hatte ihn erstmals Trainer Daniel Carreño aus dem in der Quinta División spielenden Team beordert. In jener Spielzeit absolvierte er dort ein Ligaspiel in der Primera División. 2011/12 blieb er ohne Erstligaeinsatz. Im Jahr 2011 absolvierte er zudem ein 15-tägiges Probetraining beim Premier-League-Klub FC Liverpool. In der Saison 2012/13 stehen dann elf Partien in Uruguays höchster Spielklasse für ihn zu Buche. Dabei erzielte er einen Treffer. Im Januar 2013 schloss er sich auf Leihbasis dem italienischen Serie-B-Klub Spezia Calcio an. In den verbleibenden Saisonspielen kam er bei den Italienern dreimal zum Einsatz. Sein Debüt in der zweiten italienischen Liga feierte er bei der 2:3-Auswärtsniederlage gegen Sassuolo am 16. Februar 2013. 2013/14 folgte ein weiteres Ligaspiel. Anfang Januar 2014 kehrte er zu den Montevideo Wanderers zurück, die bereits mit dem vierten Platz nach der Apertura 2013 eine erfolgreiche Hinrunde gespielt hatten. Sein Verein gewann in der Folge die Clausura 2014 und die Uruguayische Vizemeisterschaft. Dazu trug Albarracín mit elf Ligaeinsätzen und fünf Toren bei. In der Saison 2014/15 kam er 25-mal (drei Tore) in der Primera División und achtmal (zwei Tore) in der Copa Libertadores 2015 zum Einsatz. Am 7. August 2015 vermeldete Peñarol Montevideo die leihweise Verpflichtung Albarracíns für zwei Spielzeiten. Peñarol zahlte dafür 300.000 Dollar und erwarb 30 Prozent der Transferrechte. In der Saison 2015/16 absolvierte er 22 Erstligaspiele (zwei Tore) und drei Partien (ein Tor) der Copa Libertadores 2016. Das Team wurde Uruguayischer Meister. Während der Saison 2016 kam er zehnmal (drei Tore) in der Liga und zweimal (kein Tor) in der Copa Sudamericana 2016 zum Einsatz. Zur Saison 2017 wechselte er für ein Jahr auf Leihbasis zu Deportivo Cali nach Kolumbien. Im ersten Halbjahr kam er auf 15 Einsätze (ein Tor) in der Liga und wurde kolumbianischer Vizemeister, wobei er aber kein Spiel über 90 Minuten absolvierte. Außerdem kam er in vier Pokalspielen und einem Spiel der Copa Sudamericana zum Einsatz. Ende Juli 2017 wurde er abermals an Peñarol weiterverliehen.

### Nationalmannschaft
Albarracín gehörte der U-15-Auswahl Uruguays an. Einsätze sind dort für ihn allerdings nicht verzeichnet. Am 5. Mai 2012 debütierte er unter Trainer Juan Verzeri im Rahmen des Suwon Cup beim 1:0-Sieg über Neuseeland in der uruguayischen U-20-Nationalmannschaft. Er gehörte dieser auch in der Folgezeit an. Bei einem Turnier in der Provinz Chaco kam er für die U-20 sowohl im Halbfinale gegen Brasilien am 28. Juni 2012 als auch beim 2:0-Sieg über Chile im Spiel um den 3. Platz am 30. Juni 2012 jeweils als Einwechselspieler zum Einsatz. Insgesamt stehen für Albarracín bislang (Stand: 8. Juli 2015) zehn Länderspiele (kein Tor) zu Buche.
Am 19. Mai 2015 wurde er von Trainer Fabián Coito zunächst für den vorläufigen Kader der U-22 bei den Panamerikanischen Spielen 2015 in Toronto nominiert. Schließlich gehörte er auch dem endgültigen Aufgebot an und gewann das Turnier mit der Celeste.

### Erfolge
- Uruguayischer Meister: 2015/16
- Goldmedaille Panamerikanische Spiele 2015